# Juho Aarne Pekkalainen
Johan Anders "Juho Aarne" Pekkalainen (Viburgo, 1895 — Turku, 19 de março de 1958) foi um velejador finlandês, medalhista olímpico. Ele competiu nos Jogos Olímpicos de Verão de 1912 na classe 10 Metre e conquistou a medalha de prata na disputa a bordo do Nina com Harry Wahl, Waldemar Björkstén, Jacob Björnström, Bror Brenner, Erik Lindh e Allan Franck. Ele está listado sob o nome de Adolf Pekkalainen em algumas listas de resultados.